# 국제마사연구소
국제마사연구소는 경마, 승마, 생산, 육성, 수의, 말 관련 레저 등 말 사업 전반에 대한 연구를 통하여 마사 진흥과 문화 창달에 기여함 목적으로 2011년 7월 7일 설립허가된 대한민국 농림축산식품부 소관의 사단법인이다. 사무실은 충청남도 보령시 주교면 문화마을길 80에 있다.